# Nightman
Pour les articles homonymes, voir Night Man.
Pour plus de détails, voir Fiche technique et Distribution.
Nightman est un thriller psychologique belge réalisé par Mélanie Delloye et sorti en 2023.
Il est présenté en avant-première au Brussels Film Festival.

## Synopsis
Alex et sa femme s'installent dans une maison isolée en Irlande dans une ambiance délétère avec les habitants. Bientôt une série de meurtres se produisent.

## Fiche technique
Sauf indication contraire, les informations mentionnées dans cette section peuvent être confirmées par la base de données cinématographiques IMDb,  présente dans la section « Liens externes ».
- Titre original : The Nightman
- Réalisation : Mélanie Delloye
- Scénario : Elsa Marpeau
- Photographie : Leonardo D'Antoni
- Montage : Edgar Allender
- Musique : Sébastien Pan
- Costumes : Claudine Tychon
- Production : Sébastien Delloye, Noor Sadar, François Touwaide
- Pays de production :  Belgique
- Langue originale : anglais
- Format : couleur
- Genre : thriller psychologique, horreur
- Durée : 101 minutes
- Dates de sortie[2] :
  - Belgique : 2 juillet 2023 (Brussels Film Festival)

## Distribution
- Zara Devlin (VFB : Sophie Pyronnet) : Alex Miller
- Mark Huberman (VFB : Simon Duprez) : Damian Miller, le mari d'Alex
- Maeve Leonard (VFB : Léonce Wapelhorst) : Mme Miller, la mère de Damian
- Eoin Duffy (VFB : Pierre Lognay) : Sam
- Anthony Morris : Derek dit "Deedee"
- Áine Ní Laoghaire : l'officier Connors
- Gary Murphy (VFB : Michel Hinderyckx) : le docteur Kelly
- Elizabeth Moynihan : la pharmacienne
- Tess Bryant : la psychiatre
- Meabh Maguire : l'infirmière / la banshee
- Jace Bayley Kennedy : Simon

## Production

### Tournage
Le film a été tourné en Belgique de novembre à décembre 2021.